# Rappasjön
Rappasjön är en sjö i Hylte kommun i Halland och ingår i Ätrans huvudavrinningsområde.